# La Esperanza kommun, Honduras
La Esperanza är en kommun i Honduras.   Den ligger i departementet Departamento de Intibucá, i den västra delen av landet, 110 km väster om huvudstaden Tegucigalpa. Antalet invånare är 7 411.